# Arrondissement di Aubusson
L'arrondissement di Aubusson è un arrondissement dipartimentale della Francia situato nel dipartimento Creuse, nella regione della Nuova Aquitania.

## Storia
Fu creato nel 1800 sulla base dei preesistenti distretti.

## Composizione
L'arrondissement è composto da 118 comuni raggruppati in 12 cantoni:
- cantone di Aubusson
- cantone di Auzances
- cantone di Bellegarde-en-Marche
- cantone di Chambon-sur-Voueize
- cantone di Chénérailles
- cantone di La Courtine
- cantone di Crocq
- cantone di Évaux-les-Bains
- cantone di Felletin
- cantone di Gentioux-Pigerolles
- cantone di Royère-de-Vassivière
- cantone di Saint-Sulpice-les-Champs